# The Insurgents
The Insurgents ist ein US-amerikanischer Thriller aus dem Jahr 2006. Regie führte Scott Dacko, der auch das Drehbuch schrieb.

## Handlung
Vier Menschen bauen eine Bombe, mit der sie ein Ziel in den Vereinigten Staaten zerstören wollen. In einer Rückblende wird gezeigt, wie der aus der Provinz stammende James in einer Bar die belästigte Hana rettet, wonach er eine Beziehung mit ihr eingeht. Eine Einblendung am Anfang der Rückblende informiert, dies geschah sechs Monate zuvor – insgesamt beinhaltet der Film zehn Rückblenden, denen Einblendungen mit der Zeitangabe vorangehen.
Hana ist zwei Jahre zuvor mit dem Veteranen des Irakkriegs und dem Ex-Marine Marcus zusammen, der sich als impotent erweist. Davor hat sie eine Beziehung mit dem Schriftsteller Robert, der ihr radikale Ideen vermittelt.

## Kritiken
Lisa Nesselson schrieb in der Zeitschrift Variety vom 30. Juli 2007, der Film zeige das Innenleben einer Terrorzelle und mache das Beste aus seiner Prämisse und aus seinem Budget. Jeder, der sich wundere, wie die in den USA aufgewachsenen Menschen sich dem Terrorismus widmen könnten, bekomme zu Denken. Während des Zuschauens rätsele man, wer wen rekrutiert habe.

## Auszeichnungen
Scott Dacko gewann im Jahr 2006 den German Independence Award des Internationalen Filmfestes Oldenburg. Er erhielt 2007 für das Drehbuch einen Preis des Palm Beach International Film Festivals sowie eine Auszeichnung des Festivals Long Island International Film Expo.

## Hintergründe
Der Film wurde in New York City gedreht, wobei ausschließlich Digitaltechnik verwendet wurde. Seine Produktionskosten betrugen schätzungsweise 200 Tsd. US-Dollar. Die Weltpremiere fand am 8. September 2006 auf dem Internationalen Filmfest Oldenburg statt, dem einige weitere Filmfestivals folgten. Am 9. November 2007 kam der Film in die Kinos der USA.